# Matthias L. G. Meyer
Matthias L. G. Meyer ist ein deutscher Linguist.

## Leben
Ab 1980 studierte er Englisch und Französisch an der Universität Würzburg, von 1982 bis 1983 an der Bangor University und von 1983 bis 1984 an der Universität Poitiers. Nach der Promotion 1991 und der Habilitation 1998 ist er seit 2002 Professor für Englische Linguistik an der Universität Kiel.

## Schriften (Auswahl)
- Das englische Perfekt. Grammatischer Status, Semantik und Zusammenspiel mit dem Progressive. Tübingen 1992, ISBN 3-484-30277-1.
- Determination in der englischen Nominalphrase. Eine korpuslinguistische Studie. Heidelberg 2000, ISBN 3-8253-0930-4.
- mit Ewald Standop: Die Form der wissenschaftlichen Arbeit. Grundlagen, Technik und Praxis für Schule, Studium und Beruf. Wiebelsheim 2008, ISBN 3-494-01437-X.